# Quadra Queen II
Die Quadra Queen II ist eine Fähre der kanadischen Reederei BC Ferries.

## Geschichte
Das Schiff wurde unter der Baunummer 165 auf der Werft Allied Shipbuilders in North Vancouver für das British Columbia Ministry of Transportation and Highways gebaut. Die Fertigstellung erfolgte im März 1969. Die Fähre ist ein Schwesterschiff der Tachek mit geringfügig abweichenden Abmessungen. Die beiden Schiffe sind der T-Klasse der Reederei BC Ferries zugeordnet.
Die Fähre wurde auf der Strecke zwischen Campbell River auf Vancouver Island und Quathiaski Cove auf Quadra Island eingesetzt. Ab Ende der 1980er-/Anfang der 1990er-Jahre verkehrte sie zwischen Port McNeill auf Vancouver Island, Alert Bay auf Cormorant Island und Sointula auf Malcolm Island, wo sie die Tenaka ersetzte. Die Quadra Queen II wurde ihrerseits auf dieser Strecke im Juni 2020 durch die Island Discovery ersetzt.
BC Ferries nutzt die Fähre weiter als Ersatzschiff. 2010/2011 wurde das Schiff in der Werkstatt von BC Ferries in Richmond und auf der Werft Point Hope Maritime in Victoria für rund 15 Mio. CAD umgebaut, um für weitere 20 Jahre genutzt werden zu können.
Die Fähre ist nach Quadra Island benannt.

## Technische Daten
Das Schiff wird von zwei Dieselmotoren mit 1700 PS Leistung angetrieben. Die Motoren wirken über Getriebe auf zwei Festpropeller. Das Schiff ist mit einem Bugstrahlruder ausgestattet, das 2011 während eines Umbaus der Fähre nachgerüstet wurde. Außerdem wurde die Fähre mit einem Wulstbug versehen.
Die Fähre verfügt über ein durchlaufenden Fahrzeugdeck mit vier Fahrspuren, das im mittleren Bereich von den Decksaufbauten überbaut ist. Die Durchfahrtshöhe beträgt 4,57 Meter. Die Fähre kann 26 Pkw befördern und ist für insgesamt 150 Personen zugelassen.